# پارک ملی امی گونتو
پارک ملی امی گونتو (به لاتین: Amami Guntō National Park) یک پارک ملی در ژاپن است که در استان کاگوشیما واقع شده‌است.